# Kōichi Yamazaki
Kōichi Yamazaki (Japans 山崎弘一, Yamazaki Koichi, circa 1950) is een Japanse contrabassist in de jazz.

## Biografie
Kōichi Yamazaki werd in de jaren 70 actief in de jazzscene van Tokio, hij speelde in het trio van Shoji Aketagawa, waarmee hij in 1973 zijn eerste opnames maakte (Fly Me to the Moon). In de jaren erna werkte hij o.a. met Kazumi Odagiri, Kōichi Matsukaze, in de groep Seikatsu Kōjyō Iinkai en met Fumio Itabashi. Volgens Tom Lord nam hij in de jazz tussen 1974 en 1986 deel aan tien opnamesessies. Later nam hij met saxofonist Naohiro Kawashita het album Duo: I Guess Everything Reminds You of Something (Chitei Records, 2001) op, met covers van standards als "Alone Together“ en "Besame Mucho“.